# Wilhelm Schmidtbonn

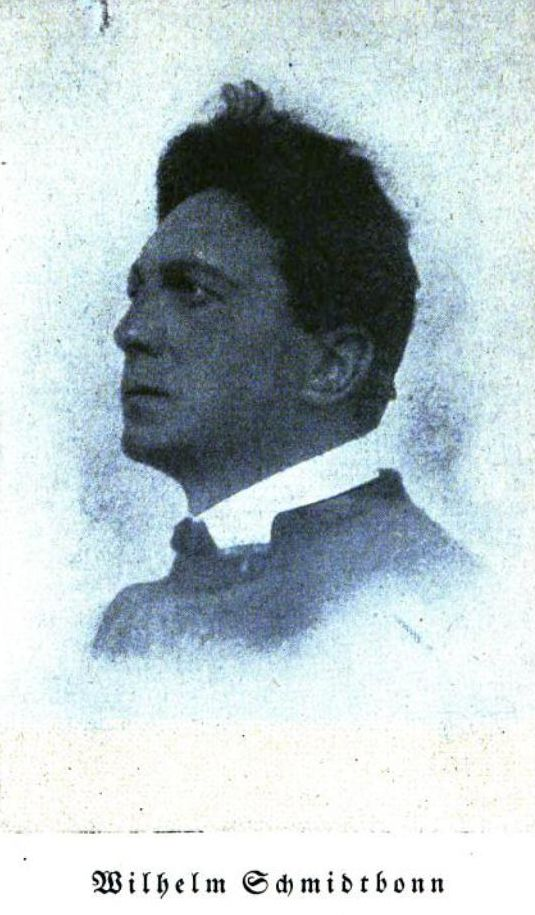
Wilhelm Schmidtbonn

Wilhelm Schmidtbonn (* 6. Februar 1876 in Bonn als Wilhelm Schmidt; † 3. Juli 1952 in Bad Godesberg-Rüngsdorf) war ein deutscher Schriftsteller.

## Leben
Wilhelm Schmidtbonn war der Sohn eines Pelzwarenhändlers. Er besuchte das Gymnasium und das Konservatorium in Köln, ohne einen Abschluss zu machen. Nach einer Buchhändlerlehre in Gießen und der erfolgreichen Begabtenprüfung studierte er Philosophie und Literaturwissenschaften an den Universitäten in Bonn, Berlin, Göttingen und Zürich.
Von 1906 bis 1908 war er Dramaturg am Schauspielhaus Düsseldorf und gab dort die Zeitschrift „Masken“ heraus. In diese Zeit fällt auch seine enge Freundschaft zu August Macke. Die Erinnerungen von Elisabeth Erdmann-Macke zeichnen ein farbiges Bild dieser Freundschaft und erhellen den Charakter des Dichters. Während des Ersten Weltkriegs war er Kriegsberichterstatter. In dieser Zeit schrieb er, ganz Kind seiner Zeit, auch ein nationalistisches antibritisches Theaterstück 1914, in dem er England als „neidisch“ und „Urfeind“ bezeichnete. Schmidtbonn, der ausgedehnte Reisen in Deutschland, Österreich und der Schweiz unternahm, lebte als freier Schriftsteller zeitweise in Bayern, Tirol und im Tessin. Im dortigen  Ascona lebte er von 1928 bis 1939 und pflegte Kontakt mit Marianne von Werefkin und Richard Seewald. Gegen Ende seines Lebens kehrte er in seine rheinische Heimat zurück. Er war seit 1926 Mitglied der Deutschen Akademie der Dichtung, einer Unterabteilung der Preußischen Akademie der Künste. Nach der „Machtergreifung“ der Nationalsozialisten unterschrieb er am 18. März 1933 eine Loyalitätserklärung der Deutschen Akademie der Dichtung. Er wurde 1936 zum Ehrendoktor der Universität Bonn ernannt, erhielt den Rheinischen Literaturpreis für das Jahr 1941 und 1943 die Beethoven-Medaille der Stadt Bonn. Außerdem schloss er sich der NSDAP an.

## Werk
Schmidtbonn gehörte zum Bund Rheinischer Dichter, der von Josef Winckler, Wilhelm Vershofen, Jakob Kneip und Richard Dehmel gegründet und 1926 zum ersten Mal zusammengetreten war. Während er vor dem Ersten Weltkrieg als Dramatiker anfangs mit naturalistischen, dann neuromantischen Stücken hervorgetreten war, besteht sein späteres Werk vorwiegend aus erzählerischen Arbeiten. Hauptmotive sind immer wieder die rheinische Landschaft um Bonn und ihre Bewohner. Das Rheinland wird als eine zentrale Landschaft Europas begriffen. In seinem letzten, historischen, Roman, der Albertuslegende (1948), der Biographie des Albertus Magnus, suchte Schmidtbonn nach den Wurzeln des christlich-sozialen Menschenbildes, das Pius XI. in seiner Enzyklika „Quadragesimo anno“ von 1931 bereits beschworen hatte. Die Politik sollte durch ihre christliche Orientierung Glück und Gerechtigkeit für die Menschen verwirklichen.
Schmidtbonn war zu Lebzeiten ein vielgelesener Schriftsteller. Heute sind von seinen zahlreichen Büchern nur noch wenige bekannt, vor allem Der dreieckige Marktplatz, in dem er seiner Heimatstadt Bonn ein Denkmal gesetzt hatte, und die Albertuslegende, die unter dem Titel Albertus Magnus. Pilger des Herzens 2008 wieder aufgelegt wurde. Darin versuchte Schmidtbonn auch die Erfahrungen während der Hitler-Diktatur literarisch zu verarbeiten, die ihm als große Lüge bewusst geworden war. Die Befreiung von der Lüge war daher wichtiges Thema seines letzten Romans, den er als sein künstlerisches Vermächtnis, als einen Gegenentwurf zur jüngsten Geschichte verstanden haben wollte.

## Nachlass und Gedenken
Wilhelm Schmidtbonn stand mit vielen Schriftstellern im Briefaustausch, unter anderem mit Stefan Andres, Gottfried Benn, Werner Bergengruen, Alfred Döblin, Hermann Hesse, Thomas Mann, Albert Schweitzer und Stefan Zweig. Ein Teil des Nachlasses befindet sich im Bonner Stadtmuseum, wo auch Möbel und Gemälde aus dem Nachlass des Ehepaars Schmidtbonn in der Dauerausstellung zu finden sind. Der umfangreiche schriftliche Nachlass befindet sich im Bonner Stadtarchiv.
Sein (Ehren-)Grab befindet sich auf dem Alten Friedhof in Bonn. 1959 wurde in Bonn die Schmidtbonnstraße nach ihm benannt.

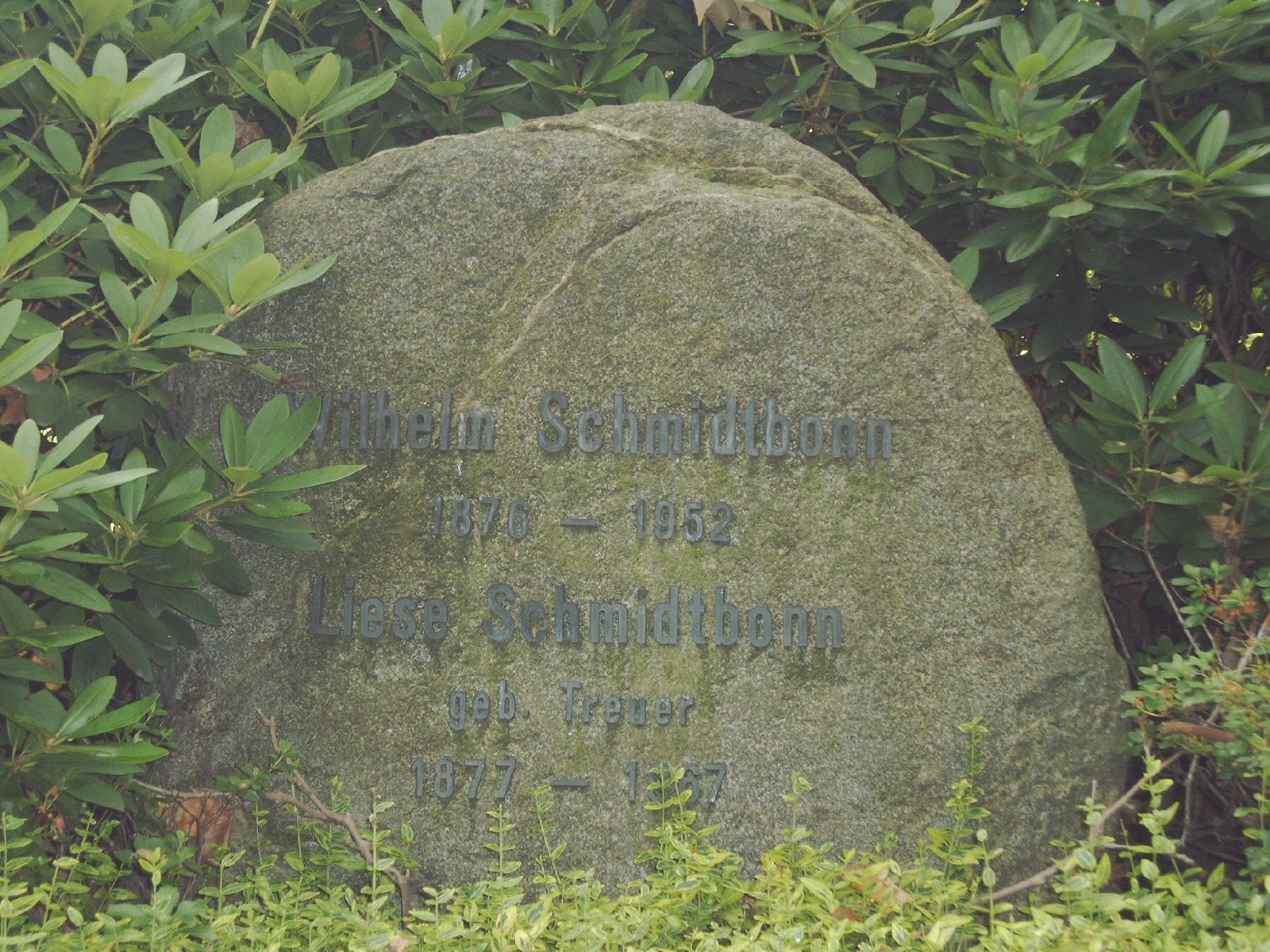
Schmidtbonns Grab auf dem Alten Friedhof Bonn
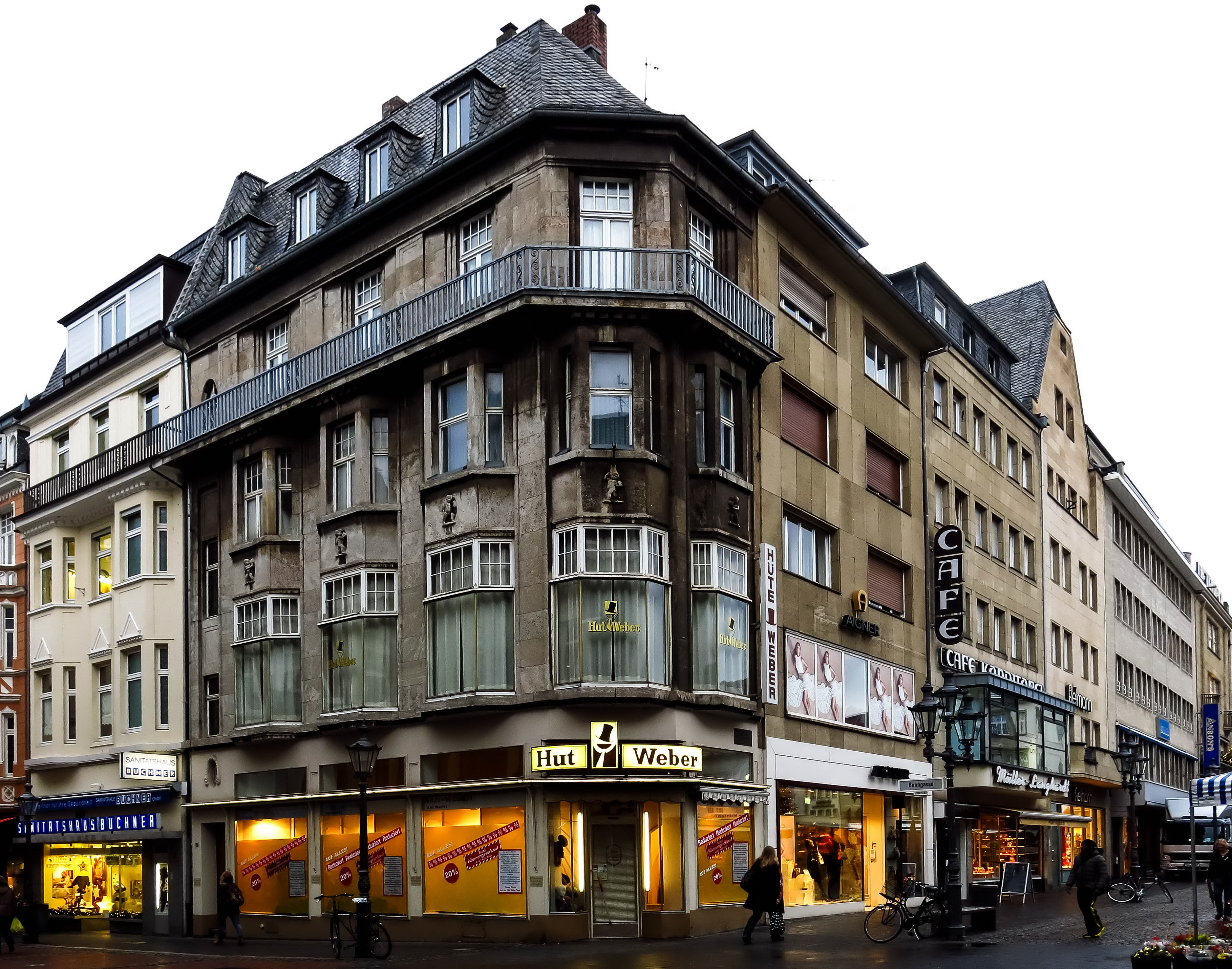
Geburtshaus des Schriftstellers am Bonner Marktplatz

## Kritik
Schmidtbonns Nähe zum Regime der Nationalsozialisten führte dazu, dass die Wilhelm-Schmidtbonn-Straße in Düsseldorf im Jahr 2024 umbenannt wurde. Die Umbenennung der Schmidtbonnstraße in Bonn sowie Umbenennung des Schmidtbonn-Zimmers im Stadtmuseum in Moses-Hess-Zimmer wurde beschlossen.

## Schriften
- Mutter Landstraße, Bonn 1901
- Sonntagskinder, Berlin 1903
- Uferleute, Berlin 1903
- Die goldene Tür, Berlin 1904
- Raben, Berlin 1904
- Der Heilsbringer, Berlin 1906
- Der Graf von Gleichen, Berlin 1908
- Der Zorn des Achilles, Berlin 1909
- Hilfe! Ein Kind ist vom Himmel gefallen, Berlin 1910
- Geschichten vom untern Rhein, Wien 1911
- Lobgesang des Lebens, Berlin 1911
- Der spielende Eros, Berlin 1911
- Das Glücksschiff, Stuttgart 1912
- Der verlorene Sohn, Berlin 1912 (1925 von Raoul Walsh verfilmt)
- Der König von Münster 1913[7]
- Der Wunderbaum, Berlin 1913
- Menschen und Städte im Kriege, Berlin 1915
- Die Stadt der Besessenen, Berlin 1915
- Krieg in Serbien, Berlin 1916
- Schlaraffenland, Berlin 1916
- Wenn sie siegten!, Stuttgart 1916
- Das kleine Kriegsbuch, Konstanz a. B. 1917
- Die Flucht zu den Hilflosen. Die Geschichte dreier Hunde, Leipzig 1919
- Der Geschlagene, München 1919
- Die Schauspieler, München 1920
- Hinter den sieben Bergen, Leipzig 1920
- Die Fahrt nach Orplid, Berlin 1922
- Garten der Erde, Leipzig 1922
- Der Pfarrer von Mainz, Berlin 1922
- Das verzauberte Haus, Köln 1923
- Der Verzauberte, Wien 1924
- Vier Novellen, Köln 1924
- Maruf, der tolle Lügner, Stuttgart 1925
- Die unerschrockene Insel, München 1925
- Die Geschichten von den unberührten Frauen, Stuttgart 1926
- Rheinische Leute, Berlin 1926
- Das Wilhelm-Schmidtbonn-Buch, Trier 1926
- Mein Freund Dei, Stuttgart 1927
- Die siebzig Geschichten des Papageien, Stuttgart 1927
- Der Doppelgänger, Berlin 1928
- Rheinische Geschichten, Leipzig 1929
- Der kleine Wunderbaum, Leipzig 1930
- Ein Sommerbuch, Berlin 1930
- Wilhelm Schmidtbonn, München-Gladbach 1930
- Mörder, Berlin 1932
- Die ehrliche Frau Schlampampe, Berlin 1932
- Dietrich von Bern, Berlin 1933
- Jugend am Rhein, Chemnitz 1934
- An einem Strom geboren, Frankfurt am Main 1935
- Der dreieckige Marktplatz, Berlin 1935
- Lebensalter der Liebe, Bremen 1935
- Ein Mann erklärt einer Fliege den Krieg, Wien 1935
- Hü Lü, Potsdam 1937
- Anna Brand, Berlin 1939
- Heimat, Ratingen 1942
- Die tapferen Heinzelmännchen, Köln 1943
- Albertuslegende, Köln 1948

## Übersetzungen
- Arnoul Gréban: Die Passion, Berlin 1919